# Pyrinia concisata
Pyrinia concisata är en fjärilsart som beskrevs av Walker 1862. Pyrinia concisata ingår i släktet Pyrinia och familjen mätare. Inga underarter finns listade.